# Alpnach
Alpnach ([ˈɑlpnɑχ]) ist eine politische Gemeinde im Schweizer Kanton Obwalden. Sie gliedert sich in die Bezirke (Ortsteile) Alpnach Dorf, Schoried und Alpnachstad mit Niederstad.

## Das Wappen
Das Emblem – eine rote Lilie in einem weissen Feld auf grünem Dreiberg – erscheint bereits in einem Vogteiverzeichnis der Propstei Luzern vom Jahre 1499. Ebenso findet man das Wappen auf der 4. Tafel der Kapellbrücke Luzern (ca. 1620) für den Dinghof Alpnach. In dieser Zeit hatten sowohl die Landammannfamilie Schönenenbüel als auch die Familie von Atzigen die Lilie in ihr Wappen übernommen.
Die Gemeinde verwendet dieses Wappen seit Anfang des 19. Jahrhunderts. Die Form der Lilie ist heraldisch nicht festgelegt. Man sieht auch Varianten, bei denen sich die Lilienblätter im Bund nicht berühren.

## Geographie
Das Dorf liegt im Sarneraatal auf 464 m ü. M. Tiefster Punkt ist der Alpnachersee (434 m ü. M.), höchster Punkt ist das Tomlishorn auf 2128 m ü. M. Durch Alpnach fliessen die Kleine Schliere und die Grosse Schliere. Von der Gesamtfläche von 56,98 km² sind etwa 2,645 km² Wald und 0,936 km² landwirtschaftlich genutzt.
Vom gesamten Gemeindegebiet sind nur 5,0 % Siedlungsfläche. Einen grossen Teil des Gemeindeareals bedecken mit 54,1 % Anteil Gehölz und Wald. Eine grosse Fläche von 32,1 % wird landwirtschaftlich genutzt – oft als Alpen. Und 8,8 % sind unproduktive Flächen (meist Gebirge und Seen).
Am Widderfeld findet sich ein Dreikantonseck zu den Kantonen Luzern und Nidwalden ().

## Geschichte

Alpnach, historisches Luftbild von 1931, aufgenommen aus 250 Metern Höhe von Walter Mittelholzer

Eine römische Besiedlung ist durch den Fund  der Überreste eines Gutshofes in der Uechteren, südwestlich des Dorfes nachgewiesen. Von 1913 bis 1914 wurden dort die Grundmauern von 4 Gebäuden entdeckt, die zu einer römischen Landvilla gehörten. Diese war vom 1. bis ins 3. Jahrhundert bewohnt.
Der Ortsname Alpnach geht auf diese Römersiedlung zurück. Der Gutshof gehörte einem Römer namens Alpinius, sein Grundstück hiess entsprechend lateinisch fundus Alpinacus und in der gallo-romanischen Ausdrucksweise jener Zeit abgewandelt in fundo Alpinaco. Aus diesem Alpinaco ist schliesslich der Name Alpenacho entstanden, wie er im 11. Jahrhundert in einer Abschrift einer Urkunde aus dem 9. Jahrhundert auftaucht. Nach dieser Urkunde schenkte 881 der alemannische Grundbesitzer Donatus Recho seine Güter in Alpenacho den Benediktinermönchen in Luzern.
1036 schenkte Graf Ulrich von Lenzburg dem Stift Münster (jetzt Beromünster) seinen Besitz in Alpnach. Weitere Eigentümer waren damals unter anderen die Freiherren von Wolhusen, die Grafen von Habsburg, die Klöster Murbach und das Frauenkloster Engelberg (jetzt in Sarnen). Alpnach lag an der wichtigen Verkehrsachse von Luzern über Brünigpass und Grimsel nach Oberitalien.
Am 15. November 1315 sind bei der Schlacht am Morgarten zwei Bewohner von Alpnach (Peter im Dorf und Heinrich Wiffli) umgekommen. Am 16. November 1315 wurde in Alpnach der Graf von Strassburg mit 300 Waffengefährten von den Eidgenossen im Nachtlager bei der Ribi überfallen und geschlagen.
In einem Zinsrodel von 1372 sind folgende Geschlechts- und Personennamen erwähnt: Johann Durrer, (Jenni Furrer), Rudolf unter der Flue, Klaus Amstein, Heinrich Steinibach, Jenni Lütols, Klaus Häcki, Walter von Reng, Peter Winkelried. Die nachfolgend genannten Kilcher von Alpnach betrieben Fähren auf dem See und hatten das ausschliessliche Recht dazu. Dieses wurde ihnen am 3. März 1424 vor dem Geschworenengericht aufgrund alter Rechte oder Erwerb bestätigt: «Jenni (Johann) Häcki, Heini und Rüdi Winkelried, Welti von Atzigen, Eberhard Suter gegen Erni Hug und die Landleute, welche für sich auch das Fährrecht auf dem See beanspruchen wollten».
Im Ortsteil Alpnachstad wurden in der Nacht vom 27. auf den 28. August 1802 die helvetischen Truppen von den Unterwaldnern überrascht und geschlagen.

## Bevölkerung

### Bevölkerungsentwicklung
Die Einwohnerzahl in der Gemeinde wuchs zwischen 1799 und 1850 stark an, nämlich um 40,2 %. Grund hierfür war ein starker Geburtenüberschuss. Zwischen 1850 und 1860 kam es zur einzigen Abwanderungswelle der Neuzeit, die Einwohnerzahl sank in dieser Zeit um 7,8 %. 1870 und 1880 waren die Bevölkerungszahlen wieder auf der Höhe von 1850. Der Bau der Brünigbahn mit der Eröffnung der Linien Alpnachstad–Brienz und Luzern–Alpnachstad in den Jahren 1888 und 1889 und der Bau der Pilatusbahn 1889 führten zu einem Aufschwung im Tourismus. Wegen der besseren Verkehrsanbindungen entstanden erste Industriebetriebe. Dies führte zu einem anhaltenden Bevölkerungswachstum seit 1890. Nur im Jahrzehnt 1960–1970 gab es eine kurze Phase von Stagnation.
Heute ist die Einwohnerzahl mehr als dreimal höher als 1900, denn sie nahm von 1900 bis 2020 um 243,4 % zu. Grund für den Anstieg waren die Verbesserung des Angebots des Öffentlichen Verkehrs und vor allem der Bau der A8. Dies führte zur Gründung und Ansiedlung zahlreicher Firmen. Die Gemeinde wurde wegen ihrer Nähe zum Obwaldner Hauptort Sarnen und zur Stadt Luzern auch für Pendler attraktiv.
| Jahr | Einwohner |
| ---- | --------- |
| 1799 | 1'157     |
| 1850 | 1'622     |
| 1860 | 1'495     |
| 1870 | 1'639     |

| Jahr | Einwohner |
| ---- | --------- |
| 1880 | 1'664     |
| 1888 | 1'901     |
| 1900 | 1'779     |
| 1910 | 2'091     |

| Jahr | Einwohner |
| ---- | --------- |
| 1920 | 2'057     |
| 1930 | 2'552     |
| 1941 | 2'714     |
| 1950 | 3'022     |

| Jahr | Einwohner |
| ---- | --------- |
| 1960 | 3'211     |
| 1970 | 3'277     |
| 1980 | 3'556     |
| 1990 | 4'215     |

| Jahr | Einwohner |
| ---- | --------- |
| 2000 | 4'932     |
| 2010 | 5'568     |
| 2020 | 6'109     |

### Sprachen
Die Bevölkerung spricht häufig noch Obwaldnerdeutsch, eine hochalemannische Mundart. Bei der letzten Volkszählung im Jahr 2000 gaben 89,7 % Deutsch, 2,25 % Albanisch und 1,78 % Portugiesisch als Hauptsprache an.

### Religionen – Konfessionen
Die Bevölkerung war früher vollumfänglich Mitglied der Römisch-Katholischen Kirche. Die Konfessionsverhältnisse im Jahr 2000 lassen trotz Durchmischung immer noch die ursprüngliche Struktur erkennen. 3'843 Personen waren katholisch (77,92 %). Daneben gab es 8,15 % protestantische und 1,66 % orthodoxe Christen, 4,50 % Muslime und 4,08 % Konfessionslose. 169 Personen (3,43 %) machten keine Angaben zu ihrem Glaubensbekenntnis. Bis vor wenigen Jahrzehnten war fast die gesamte Einwohnerschaft katholisch. Die Entkirchlichung und die starke Zuwanderung aus anderen Gemeinden und dem Ausland hat in Alpnach zu einem raschen Anstieg anderer Bekenntnisgruppen geführt.

### Herkunft – Nationalität
Von den laut BFS 6125 Bewohnern Ende 2021 waren 5117 (83,54 %) Schweizer Staatsangehörige. Die Zugewanderten stammen mehrheitlich aus Mitteleuropa, Südeuropa, dem ehemaligen Jugoslawien, der Türkei und Asien (Afghanistan und Sri Lanka). Die grössten Zuwanderungsgruppen kommen aus Deutschland (199 Personen), Portugal (196 Personen), Nordmazedonien (110 Personen), Italien (91 Personen), Kosova/Kosovo (64 Personen) und Kroatien (29 Personen). Bei der Volkszählung 2000 waren 4'247 Personen (86,11 %) Schweizer Bürger; davon besassen 168 Personen eine doppelte Staatsbürgerschaft.

### Altersstruktur
Die Gemeinde zählte im Jahr 2000 einen hohen Anteil an Leuten im mittleren Alter. Während der Anteil der Personen unter zwanzig Jahren 26,70 % der Ortsbevölkerung ausmachte, waren 15,33 % Senioren (60 Jahre und älter). Die grösste Altersgruppe stellten die Personen zwischen 30 und 44 Jahren.
Bei der Volkszählung im Jahr 2000 ergab sich folgende Altersstruktur:
| Alter  | 0–6 Jahre | 7–15 Jahre | 16–19 Jahre | 20–29 Jahre | 30–44 Jahre | 45–59 Jahre | 60–79 Jahre | 80 Jahre und mehr |
| Anzahl | 421       | 663        | 233         | 629         | 1366        | 864         | 597         | 159               |
| Anteil | 8,54 %    | 13,44 %    | 4,72 %      | 12,75 %     | 27,70 %     | 17,52 %     | 12,10 %     | 3,22 %            |

Im Jahr 2018 zählte die Gemeinde einen hohen Anteil an Einwohnern im mittleren Alter. Während der Anteil der Personen unter zwanzig Jahren 20,86 % der Ortsbevölkerung ausmacht, sind 21,75 % Senioren (60 Jahre und älter). Die grösste Altersgruppe stellen die Personen zwischen 45 und 59 Jahren. Auf 100 Personen im arbeitsfähigen Alter (20–64 Jahre; 3853 Personen) entfallen 33 Junge (1258 Personen) und 24 Menschen (920 Personen) im Pensionsalter.
Ende 2018 ergab sich folgende Altersstruktur:
| Alter                                                             | 0–6 Jahre | 7–15 Jahre | 16–19 Jahre | 20–29 Jahre | 30–44 Jahre | 45–59 Jahre | 60–79 Jahre | 80 Jahre und mehr |
| Anzahl                                                            | 473       | 543        | 242         | 757         | 1230        | 1474        | 1074        | 238               |
| Anteil                                                            | 7,84 %    | 9,00 %     | 4,01 %      | 12,55 %     | 20,39 %     | 24,44 %     | 17,81 %     | 3,95 %            |
| Quelle: Bundesamt für Statistik, Bevölkerung nach Alter Ende 2018 |           |            |             |             |             |             |             |                   |

## Politik
Alpnach wird von einem Gemeinderat aus fünf Mitgliedern geleitet. Gemeindepräsident ist seit dem 1. Juli 2024 Bruno Vogel (CVP – Die Mitte). Gemeindeversammlungen als oberstes Organ der Gemeinde finden zweimal im Jahr statt. Die Alpnacher entsenden seit 2014 neun Vertreter in den Obwaldner Kantonsrat, zuvor waren es wegen des niedrigeren Bevölkerungsanteils nur acht Vertreter gewesen.

## Wirtschaft und Infrastruktur

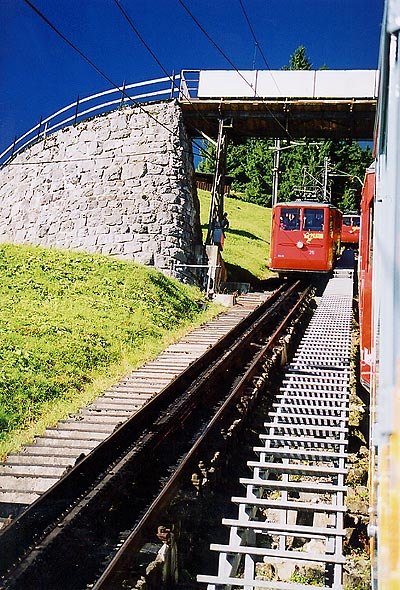
Zahnradbahn Alpnachstad – Pilatus Kulm (Station Ämsigen)

Nebst traditioneller  Milchwirtschaft und deren Alpbewirtschaftung (Käseproduktion: Sbrinz, Obwaldner Alpkäse, Parmino usw.) sind in der Gemeinde Alpnach Dienstleistungs- und  Holzbearbeitungsindustrien, verschiedene Baufirmen bzw. Bauteillieferanten, aber auch Hightech-Unternehmen (Mikroelektronik,  Software) ansässig. In der Talebene befindet sich der Militärflugplatz Alpnach (ICAO-Code: LSMA), genutzt als  Helikopterbasis der Schweizer  Luftwaffe. Im Steinbruch Guber werden jährlich 60'000 Tonnen grauer Quarzsandstein abgebaut, von dem etwa ein Drittel zu Pflastersteinen verarbeitet wird.
In Alpnach gab es (2008) 2'232 Beschäftigte in 317 Betrieben. 9,5 % der Beschäftigten in Alpnach arbeiteten im Bereich Landwirtschaft/Forstwirtschaft/Fischerei (Sektor 1), 44,0 % in Industrie und Gewerbe (Sektor 2) und 46,5 % in Dienstleistungsunternehmen (Sektor 3). Die Arbeitslosenquote betrug 2011 1,09 %.
Im Jahr 2000 gab es 1'796 Erwerbstätige in Alpnach. Davon waren 990 (55,12 %) Einheimische und 806 Zupendelnde, wobei die Zupendelnden vorwiegend aus der Region kamen. Im gleichen Jahr waren 2'693 Menschen aus Alpnach erwerbstätig, womit 1'701 Personen in anderen Gemeinden arbeiteten.
Im Jahr 2017 waren von den 2956 Beschäftigten 2016 männlich und 940 weiblich. Die Zahlen für die 3 Sektoren sehen wie folgt aus:
| | Betriebe                  | Betriebe                  | Beschäftigte              | Beschäftigte              | Vollzeitstellen | Vollzeitstellen |
| Anzahl | Anteil                    | Anzahl                    | Anteil                    | Anzahl                    | Anteil          |                 |
| --- | ------------------------- | ------------------------- | ------------------------- | ------------------------- | --------------- | --------------- |
| Betriebe 1. Sektor | 76                        | 14,64 %                   |                           |                           |                 |                 |
| Beschäftigte 1. Sektor | Beschäftigte 1. Sektor    | Beschäftigte 1. Sektor    | 185                       | 6,26 %                    |                 |                 |
| Vollzeitstellen 1. Sektor | Vollzeitstellen 1. Sektor | Vollzeitstellen 1. Sektor | Vollzeitstellen 1. Sektor | Vollzeitstellen 1. Sektor | 123             | 5,11 %          |
| Betriebe 2. Sektor | 86                        | 16,57 %                   |                           |                           |                 |                 |
| Beschäftigte 2. Sektor | Beschäftigte 2. Sektor    | Beschäftigte 2. Sektor    | 1116                      | 37,75 %                   |                 |                 |
| Vollzeitstellen 2. Sektor | Vollzeitstellen 2. Sektor | Vollzeitstellen 2. Sektor | Vollzeitstellen 2. Sektor | Vollzeitstellen 2. Sektor | 1000            | 41,58 %         |
| Betriebe 3. Sektor | 357                       | 68,79 %                   |                           |                           |                 |                 |
| Beschäftigte 3. Sektor | Beschäftigte 3. Sektor    | Beschäftigte 3. Sektor    | 1655                      | 55,99 %                   |                 |                 |
| Vollzeitstellen 3. Sektor | Vollzeitstellen 3. Sektor | Vollzeitstellen 3. Sektor | Vollzeitstellen 3. Sektor | Vollzeitstellen 3. Sektor | 1282            | 53,31 %         |
| Betriebe Total | 519                       | 100 %                     |                           |                           |                 |                 |
| Beschäftigte Total | Beschäftigte Total        | Beschäftigte Total        | 2956                      | 100 %                     |                 |                 |
| Vollzeitstellen Total | Vollzeitstellen Total     | Vollzeitstellen Total     | Vollzeitstellen Total     | Vollzeitstellen Total     | 2405            | 100 %           |
| Quelle: Bundesamt für Statistik; Statistik der Unternehmensstruktur STATENT, Arbeitsstätten und Beschäftigte nach Gemeinde und Wirtschaftssektoren |                           |                           |                           |                           |                 |                 |

### Sehenswürdigkeiten und Tourismus
Von Alpnachstad am Alpnachersee führt die Pilatusbahn als steilste Zahnradbahn der Welt hoch zum Pilatus (2132 m), einem markanten in das Schweizer Mittelland ragenden Bergrücken der Zentralschweiz. Die Bergstation der Zahnradbahn sowie die beiden Berghotels liegen vollständig auf Alpnacher Gemeindeboden.
Der nahe gelegene Alpnachersee, ein Seitenarm des Vierwaldstättersees, ist geeignet für verschiedene Wassersportarten, insbesondere mit guten Windsurfverhältnissen auch für Anfänger.
Alpnach bietet einen guten Ausgangspunkt für ausgedehnte Wanderungen und Biketouren in das Schlierental, in das Auengebiet des Wichelsees, des Alpnachersees und der Flussgebiete «Schlieren/Sarner Aa». Weiterhin bieten sich mittelschwere Bergwanderungen im Pilatusgebiet (Esel, Tommlishorn, Mittaggüpfi) an, mit Rastmöglichkeiten in verschiedenen Bergrestaurants und lokalen Übernachtungsmöglichkeiten in Hotels und Bauernhöfen.
Als markanter Punkt in der Landschaft steht die Pfarrkirche St. Maria Magdalena mit ihrem spitzen, 91 Meter hohen Kirchturm. Daneben befinden sich in den Gemeindeteilen Alpnachstad und Schoried früh datierte Kapellen.

### Verkehr
Öffentlicher Verkehr
Durch Alpnach verläuft die Zentralbahn-Strecke Luzern–Interlaken mit zwei Stationen im Gemeindegebiet: Alpnach Dorf und Alpnachstad. Von der Station Alpnachstad aus führt die Pilatusbahn auf den gleichnamigen Berg, zudem befindet sich dort eine Schiffanlegestelle der SGV.
Individualverkehr
Durch Alpnach verläuft die Hauptstrasse 4 Schaffhausen–Zürich–Luzern–Brünig–Brienz. Durch einen Steinschlag am Lopper im Herbst 2009 war die Strasse bis 2011 unterbrochen, der Verkehr verlief stattdessen über eine Pontonbrücke. Zudem verfügt Alpnach über eine Anschlussstelle der Autostrasse A8.

## Bilder

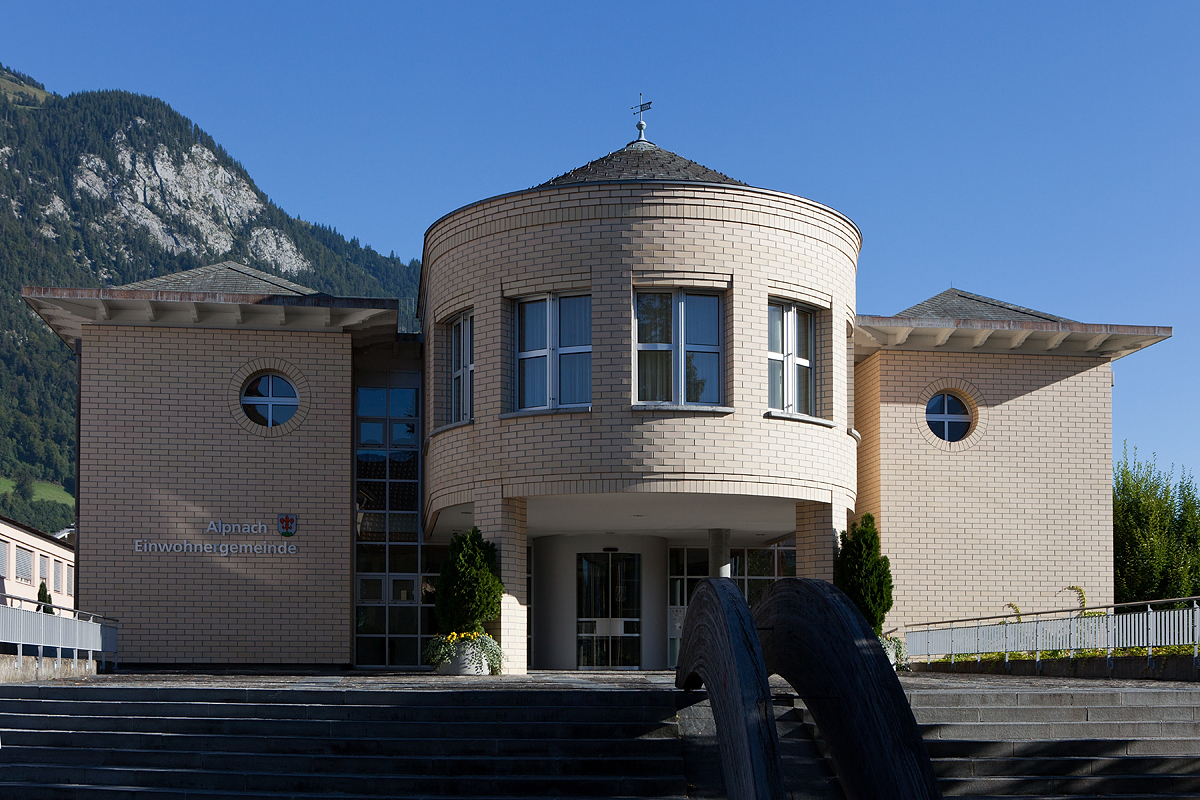
Gemeindehaus
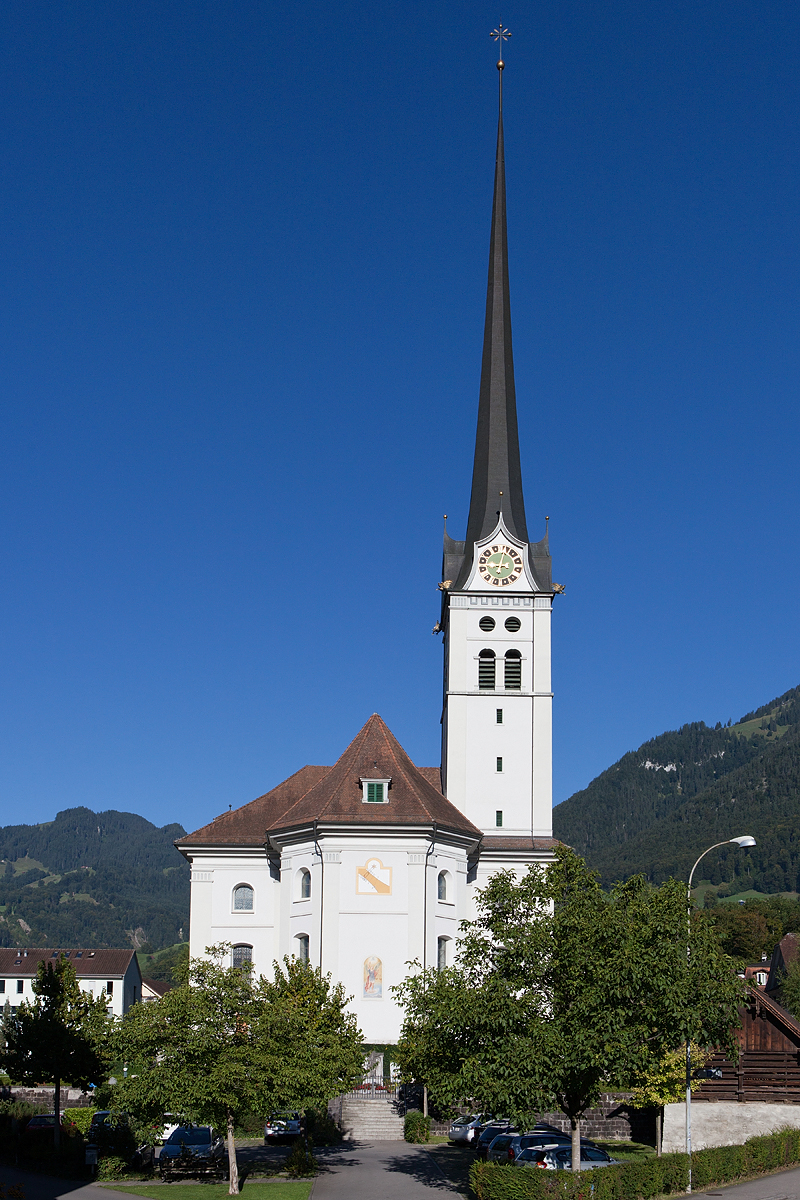
Pfarrkirche St. Maria Magdalena
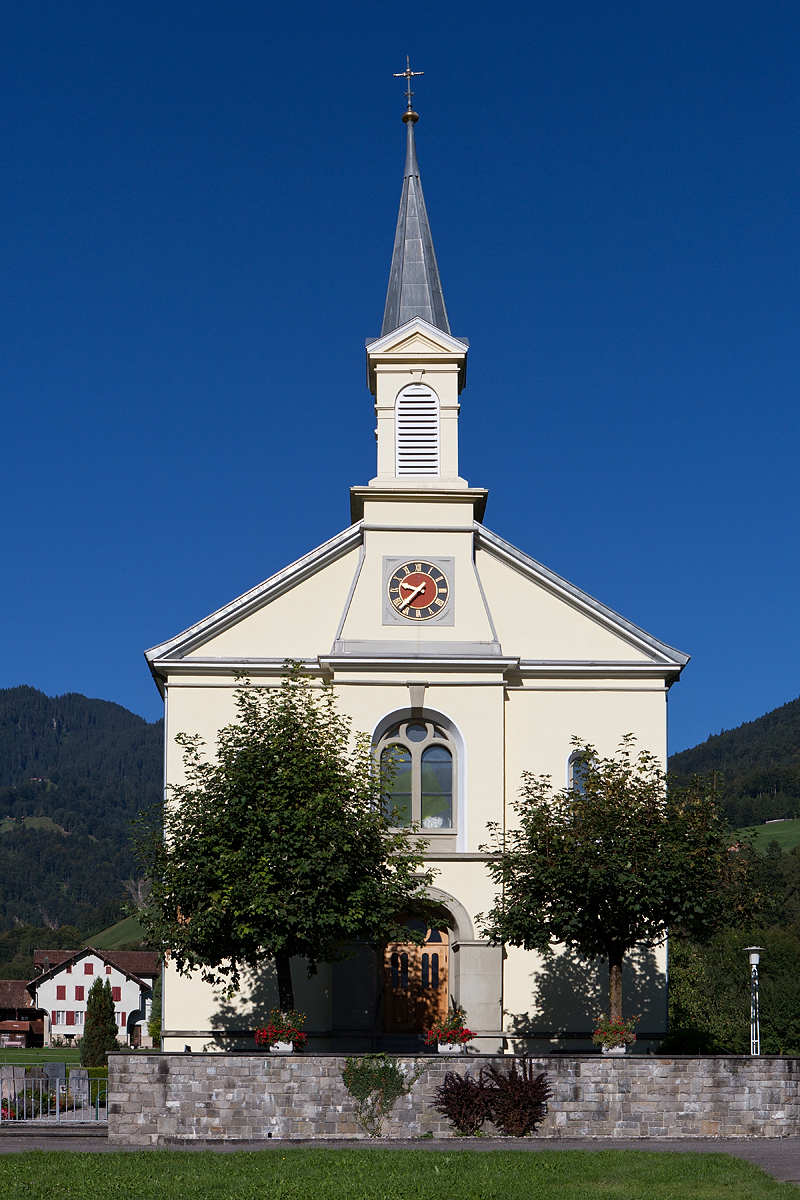
Reformierte Kirche
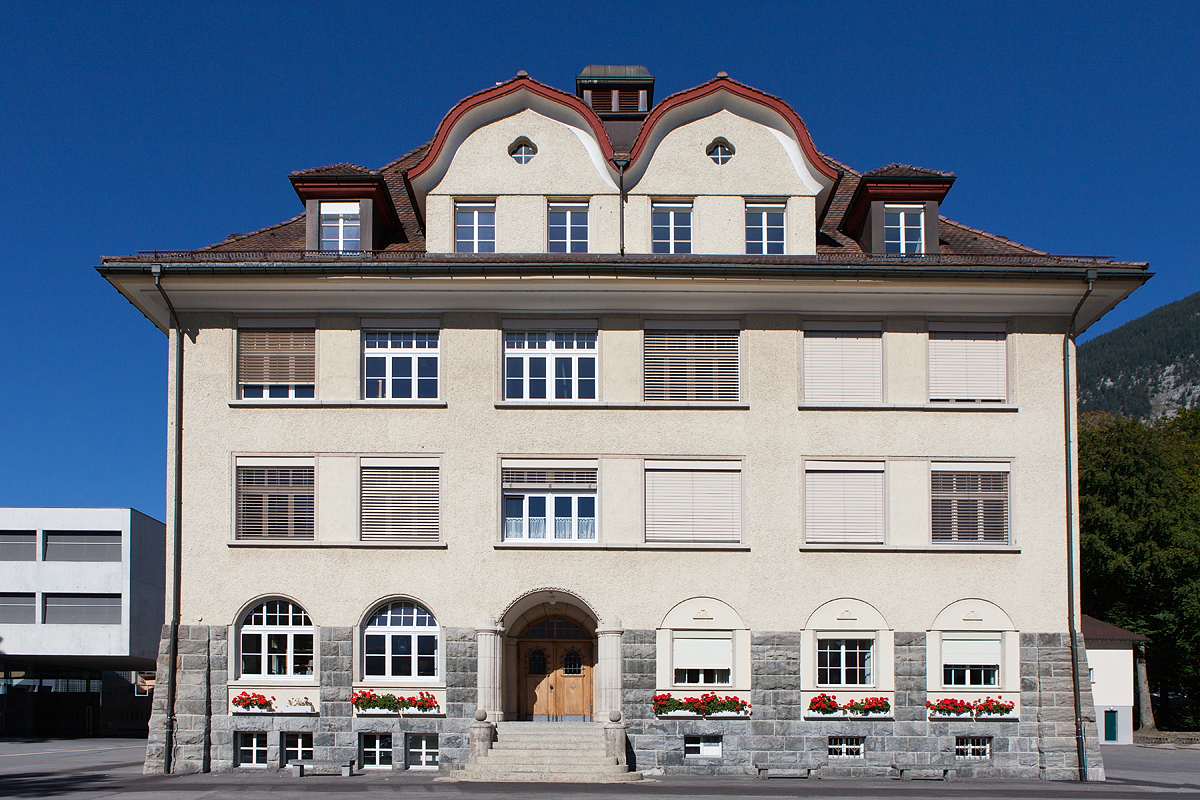
Schulhaus (1916)
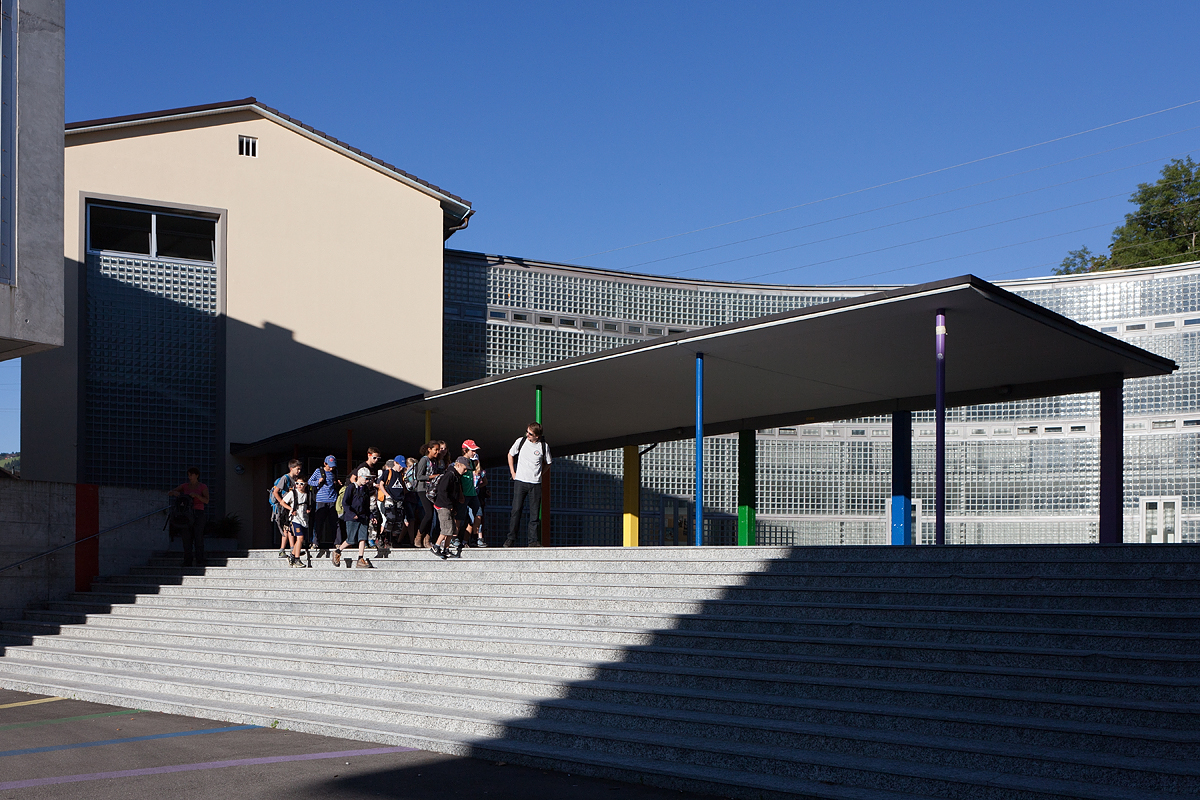
Schulhäuser (1958 und 1991)
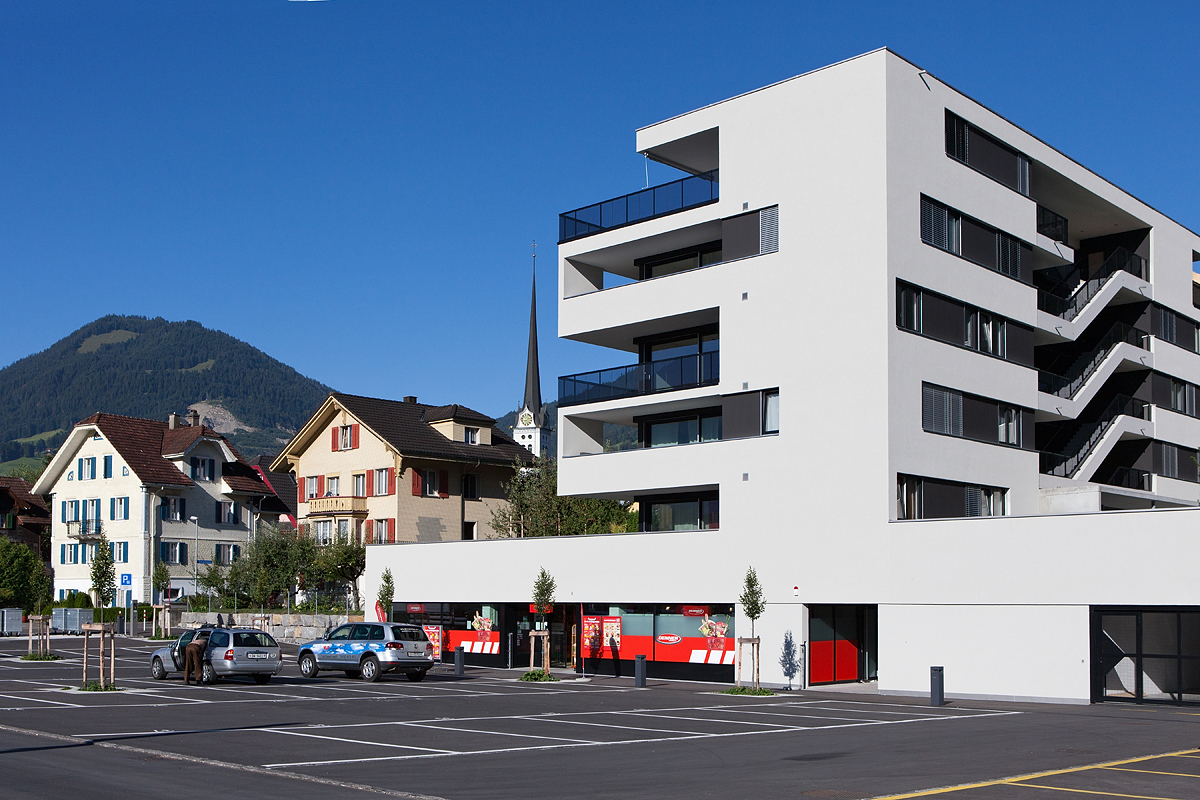
Bahnhofplatz

## Persönlichkeiten
- Dominikus Bucher (1871–1945), Benediktiner, Abt von Muri-Gries
- Adalbert Durrer (1950–2008), Nationalrat, CVP-Präsident
- Ruedi Klapproth (1925–2012), Lehrer und Jugendschriftsteller, wohnte seit 1974 in Alpnach
- Marianus Rot (1597–1663), katholischer Geistlicher und Bühnenautor
- Megi Zumstein (* 1973), Grafikdesignerin
- Marco Burch (* 2000), Professioneller Fussballspieler bei Legia Warschau